# Кимура, Косукэ
Косукэ Кимура (яп. 木村光佑 Кимура Ко:сукэ, 14 мая 1984, Кобе, Япония) — японский футболист, правый защитник.

## Карьера
Путь Кимуры в футболе начался в академии клуба «Кавасаки Фронтале». К 15 годам он начал привлекаться к матчам резервного состава клуба. Однако, перелом ноги в 17 лет помешал ему подписать профессиональный контракт. Получив спортивную стипендию в Университете Западного Иллинойса после сдачи теста SAT, с 2003 по 2006 годы Кимура играл за университетскую футбольную команду «Уэстерн Иллинойс Лезернекс» в Национальной ассоциации студенческого спорта. В 2004 году также выступал за клуб «Тандер-Бей Чилл» в Премьер-лиге развития ЮСЛ.
18 января 2007 года на дополнительном драфте MLS Кимура был выбран в третьем раунде под общим 35-м номером клубом «Колорадо Рэпидз», став первым японским игроком в истории лиги. Проведя несколько матчей за резервистов, за основной состав «Колорадо Рэпидз» дебютировал 10 июля 2007 года в матче Открытого кубка США против «Калифорния Виктори», клуба из второго дивизиона. В MLS дебютировал 22 сентября 2007 года в матче против «Реал Солт-Лейк». 30 января 2009 года Кимура подписал с «Колорадо Рэпидз» новый четырёхлетний контракт. 2 мая 2009 года в матче против «Реал Солт-Лейк» забил свой первый гол в карьере. В сезоне 2010 пропустил два месяца, с начала мая по начало июля, из-за стрессового перелома левой лодыжки. В плей-офф сезона 2010, в финале Восточной конференции против «Сан-Хосе Эртквейкс» забил победный гол, выведший «Колорадо Рэпидз» в матч за чемпионский титул. В матче за Кубок MLS 2010, в котором «Колорадо Рэпидз» обыграл «Даллас» со счётом 2:1 и стал победителем чемпионата, провёл на поле все 120 минут основного и дополнительного времени. 30 октября 2011 года в первом матче полуфинала Восточной конференции против «Спортинга Канзас-Сити» получил перелом третьей плюсневой кости левой ноги в результате подката защитника соперников Мэтта Беслера. По итогам сезона 2011 Кимура номинировался на приз фейр-плей MLS. Перед сезоном 2012 получил грин-карту и в MLS перестал считаться иностранным игроком.
6 июля 2012 года Кимура был обменян в «Портленд Тимберс» на распределительные средства и место иностранного игрока. Дебютировал за «Портленд Тимберс» 7 июля в матче против «Реал Солт-Лейк». 14 июля в матче против «Лос-Анджелес Гэлакси» забил свой первый гол за «Портленд Тимберс».
3 декабря 2012 года Кимура вместе с пиком второго раунда супердрафта MLS 2013 был обменян в «Нью-Йорк Ред Буллз» на права по правилу доморощенного игрока на Брайана Гальего и распределительные средства. За свой новый клуб дебютировал 3 марта 2013 года в матче стартового тура сезона против своего бывшего клуба «Портленд Тимберс», отметившись голевой передачей. 4 декабря 2013 года Кимура подписал новый контракт с «Нью-Йорк Ред Буллз». По окончании сезона 2014 «Нью-Йорк Ред Буллз» не стал продлевать контракт с Кимурой.
В феврале 2015 года Кимура присоединился к клубу польской Первой лиги «Видзев Лодзь», подписав однолетний контракт с возможностью продления. В подэлитном дивизионе Польши дебютировал 14 марта в матче против «ГКС Тыхы».
2 июля 2015 года Кимура заключил контракт на полсезона с клубом «Атланта Силвербэкс» из Североамериканской футбольной лиги. Во втором по уровню дивизионе США дебютировал 11 июля в матче против «Джэксонвилл Армада».
21 января 2016 года Кимура стал игроком новообразованного клуба NASL «Райо ОКС». 2 апреля в первом матче в истории клуба из Оклахома-Сити, против канадского «Эдмонтона», японский защитник вышел в стартовом составе. После завершения сезона 2016 клуб «Райо ОКС» прекратил существование.
1 февраля 2017 года Кимура присоединился к клубу USL «Талса Рафнекс» в качестве играющего тренера-ассистента. Дебютировал за «Талсу Рафнекс» 25 марта в матче стартового тура сезона 2017 против «Колорадо-Спрингс Суитчбакс». 14 июня в матче Открытого кубка США против «Далласа» из MLS забил свой первый гол за «Рафнекс».
7 декабря 2017 года Кимура подписал контракт с клубом-новичком USL «Нэшвилл». 17 марта 2018 года вышел в стартовом составе «Нэшвилла» в его инаугуральном матче, против «Луисвилл Сити». 9 июня 2019 года в матче против «Бетлехем Стил» забил свой первый гол за «Нэшвилл».

## Статистика
| Выступление        | Выступление      | Выступление      | Лига | Лига | Плей-офф | Плей-офф | Кубок | Кубок | ЛЧ КОНКАКАФ | ЛЧ КОНКАКАФ | Итого | Итого |
| Клуб               | Лига             | Сезон            | Игры | Голы | Игры     | Голы     | Игры  | Голы  | Игры        | Голы        | Игры  | Голы  |
| ------------------ | ---------------- | ---------------- | ---- | ---- | -------- | -------- | ----- | ----- | ----------- | ----------- | ----- | ----- |
| Колорадо Рэпидз    | MLS              | 2007             | 4    | 0    | —        | —        | 1     | 0     | —           | —           | 5     | 0     |
| Колорадо Рэпидз    | MLS              | 2008             | 18   | 0    | —        | —        | 2     | 0     | —           | —           | 20    | 0     |
| Колорадо Рэпидз    | MLS              | 2009             | 26   | 2    | —        | —        | 2     | 0     | —           | —           | 28    | 2     |
| Колорадо Рэпидз    | MLS              | 2010             | 23   | 0    | 4        | 1        | 1     | 0     | —           | —           | 28    | 1     |
| Колорадо Рэпидз    | MLS              | 2011             | 34   | 1    | 2        | 0        | 0     | 0     | 4           | 0           | 40    | 1     |
| Колорадо Рэпидз    | MLS              | 2012             | 12   | 1    | —        | —        | 2     | 0     | —           | —           | 14    | 1     |
| Колорадо Рэпидз    | Итого            | Итого            | 117  | 4    | 6        | 1        | 8     | 0     | 4           | 0           | 135   | 5     |
| Портленд Тимберс   | MLS              | 2012             | 17   | 1    | —        | —        | —     | —     | —           | —           | 17    | 1     |
| Портленд Тимберс   | Итого            | Итого            | 17   | 1    | —        | —        | —     | —     | —           | —           | 17    | 1     |
| Нью-Йорк Ред Буллз | MLS              | 2013             | 24   | 0    | 0        | 0        | 1     | 0     | —           | —           | 25    | 0     |
| Нью-Йорк Ред Буллз | MLS              | 2014             | 13   | 0    | 0        | 0        | 0     | 0     | 2           | 0           | 15    | 0     |
| Нью-Йорк Ред Буллз | Итого            | Итого            | 37   | 0    | 0        | 0        | 1     | 0     | 2           | 0           | 40    | 0     |
| Видзев Лодзь       | I лига           | 2014/15          | 12   | 0    | —        | —        | —     | —     | —           | —           | 12    | 0     |
| Видзев Лодзь       | Итого            | Итого            | 12   | 0    | —        | —        | —     | —     | —           | —           | 12    | 0     |
| Атланта Силвербэкс | NASL             | 2015             | 19   | 0    | —        | —        | —     | —     | —           | —           | 19    | 0     |
| Атланта Силвербэкс | Итого            | Итого            | 19   | 0    | —        | —        | —     | —     | —           | —           | 19    | 0     |
| Райо ОКС           | NASL             | 2016             | 32   | 0    | 1        | 0        | 1     | 0     | —           | —           | 34    | 0     |
| Райо ОКС           | Итого            | Итого            | 32   | 0    | 1        | 0        | 1     | 0     | —           | —           | 34    | 0     |
| Талса Рафнекс      | USL              | 2017             | 24   | 0    | 0        | 0        | 3     | 1     | —           | —           | 27    | 1     |
| Талса Рафнекс      | Итого            | Итого            | 24   | 0    | 0        | 0        | 3     | 1     | —           | —           | 27    | 1     |
| Нэшвилл            | USLC             | 2018             | 28   | 0    | 1        | 0        | 1     | 0     | —           | —           | 30    | 0     |
| Нэшвилл            | USLC             | 2019             | 19   | 1    | 1        | 0        | 1     | 0     | —           | —           | 21    | 1     |
| Нэшвилл            | Итого            | Итого            | 47   | 1    | 2        | 0        | 2     | 0     | —           | —           | 51    | 1     |
| Всего за карьеру   | Всего за карьеру | Всего за карьеру | 305  | 6    | 9        | 1        | 15    | 1     | 6           | 0           | 335   | 8     |

## Достижения
Командные
 «Колорадо Рэпидз»
- Чемпион MLS (обладатель Кубка MLS): 2010

 «Нью-Йорк Ред Буллз»
- Победитель регулярного чемпионата MLS: 2013